# Великий Ходачків (гміна)
Гміна Великий Ходачків (пол. Gmina Chodaczków Wielki) — сільська гміна у Тернопільському повіті Тернопільського воєводства Другої Речі Посполитої. Адміністративним центром гміни було село Великий Ходачків.
Гміна утворена 1 серпня 1934 року в рамках нового закону про самоврядування (23 березня 1933 року).
Площа гміни — 26,29 км²
Кількість житлових будинків — 576
Кількість мешканців — 3022
Гміну створено на основі давнішої сільської гміни Великий Ходачків.